# Olena Ronjina
Olena Ronjina (ucraïnès: Олена Іванівна Ронжина)  (Dniprò, 18 de novembre de 1970), de casada Olena Morozova, és una remadora ucraïnesa, ja retirada, que va competir durant les dècades de 1990 i 2000.
Durant la seva carrera esportiva va prendre part en quatre edicions dels Jocs Olímpics d'Estiu, el 1992, 1996, 2000 i 2004. El 1992, a Barcelona, com a membre de l'Equip Unificat, fou vuitena en la prova del dos sense timoner del programa de rem. El 1996, ja sota bandera d'Ucraïna, va guanyar la medalla de plata en la prova del quàdruple scull. Formà equip amb Diana Miftakhutdinova, Inna Frolova i Svetlana Maziy. Als Jocs de Sydney del 2000 fou quarta en el quàdruple scull i als Jocs d'Atenes del 2004 inicialment guanyà la medalla de bronze en el quàdruple scull, però l'equip fou desqualificat després que Olena Olefirenko donés positiu en un control antidopatge.
En el seu palmarès també destaquen tres medalles al Campionat del món de rem, una de plata i dues de bronze, entre les edicions de 1994 i 1999.